# Cchaj Jüan-pchej
Cchaj Jüan-pchej (čínsky: 蔡元培; pinyin: Cài Yuánpéi; 11. ledna 1868 Šao-sing – 5. března 1940 Hongkong) byl čínský politik, učitel, myslitel, filozof a reformátor. Byl vůdčí postavou liberálního vzdělání v republikánské Číně. Byl to revolucionář bojující za demokracii, rektor Pekingské univerzity a zakladatel čínské akademie věd Academia Sinica.

## Biografie
Cchaj Jüan-pchej se narodil v Šao-sing, v provincii Če-ťiang. Dostalo se mu tradičního vzdělání a členství v akademii Chan-lin, ale po porážce v čínsko-japonské válce dospěl k přesvědčení, že tradiční vzdělanost v Číně zaostala za moderní dobou. Začal studovat západní myšlení a kulturu. Inspirován revolucemi za demokracii, rozhodl se zcela změnit svůj styl učení. Od roku 1898 strávil spoustu času vyučováním na státních a soukromých školách. Cchaj Jüan-pchej byl na sklonku dynastie Čching členem císařské akademie Chan-lin, připojil se však k Sunjatsenově revoluční lize. Založil novou organizaci, Univerzitní radu, která byla součásti ministerstva školství, kde bylo možné rozhodovat o záležitostech vzdělávání, ta však byla zrušena. O měsíc později byl jmenován prvním ministrem školství v krátkodobém kabinetu Jüan Š’-kchajovi vlády. V roce 1905 byl již známý jako aktivista a revolucionář, který prosazoval západní vzdělání. V tomto roce také zřídil dívčí školu. Svoji vzdělaneckou filozofii rozvinul nejvíce v období mezi lety 1907–1922, které strávil z většiny pobytem v Evropě. Mezi lety 1907–1911 podnikal cesty napříč Německem, další čtyři roky strávil ve Francii a rok na cestách po Evropě a Americe. Po návratu z cest, inspirován západním stylem vzdělání, se začal více angažovat ve své roli prvního ministra vzdělání. Chtěl, aby čínští učitelé nabízeli občanům vzdělání vojenské, praktické, občanské, estetické a mimo to, také aby vyučovali své studenty způsobům, jak pohlížet na svět. Jeho snahou bylo dosáhnout svobody ve vzdělání a čisté vědy. Když se v roce 1917 stal Cchaj Jüan-pchej rektorem Pekingské univerzity, odstartoval tím novou éru čínského vzdělávání. Studenti vzhlíželi k Cchaj Jüan-pchejovi jako k morálnímu lídrovi. V květnu 1919 prchl z Pekingu před zatčením, kvůli spojování svého jména se studentskými demonstracemi. Vrátil se v srpnu ještě téhož roku, když se situace začala zlepšovat. V roce 1928 založil akademickou instituci Academia Sinica.

## Působení na pekingské univerzitě
Cchaj Jüan-pchej se stal v roce 1917 rektorem Pekingské univerzity. Tuto univerzitu změnil z tradicionalistické školy, jež byla jen odrazovým můstkem k úřednické kariéře, v moderní školu s vysokou studijní morálkou. Na druhé straně respektoval akademickou svobodu. Během svého působení na pekingské univerzitě podporoval rozmanitost myšlení. Shromáždil zde nejnadanější muže z celé země a vystupoval rozhodně proti vládním zásahům do obsahu přednášek. Pekingská univerzita se stala centrem hnutí za novou kulturu.

## Revoluční myšlenky a hodnoty v oblasti vzdělávání

#### Vzdělání pro ženy
Cchaj Jüan-pchej je proslulý v té době progresivním chováním vůči ženám. Byl zastánce toho, že ženy by měly mít stejné právo na vzdělání, jako muži. Ačkoliv spousta jeho současníků bylo stejného názoru, Cchaj Jüan-pchej byl tím iniciátorem, který se zasadil o zpřístupnění univerzit ženám. V roce 1920 se zapsala první žena na Pekingskou univerzitu, čímž odstartovala změny v čínském moderním školství. Tyto změny měly dalekosáhlé následky. Posunulo je to mnohem blíže k rovnoprávnosti s muži.

#### Oddělení vzdělání od politiky
Cchaj Jüan-pchej bojoval za názor, že vzdělání by mělo být osvobozeno od politiky, což také zveřejnil v deníku Nové vzdělání (新教育). Snažil se chránit univerzitní radu před kontrolou čínské vlády.

#### Estetika ve vzdělání
Měl svůj vlastní jedinečný pohled na estetiku, ve kterém spojoval estetiku s čínskými tradičními ctnostmi. Ovlivněn svými zkušenostmi propojil estetiku se školstvím a politikou. Zdůraznil význam estetiky pro sociální stabilitu a rozvoj. Kromě toho tvrdil, že estetika je prospěšná pro formování "veřejné morálky a občanské ctnosti".

#### 5 aspektů učení
Stál si za názorem, že studentský život má obsahovat pět aspektů: přesnost, moudrost, zdraví, kolektiv, krása.

#### Studentské kroužky
Počínaje rokem 1919 se studentské diskusní kroužky, založené nejprve na Pekingské univerzitě za podpory rektora Cchaj Jüan-pcheje, staly vzorem, který záhy následovali studenti a absolventi středních škol i v dalších centrech vzdělání – Tiencinu, ťi-nanu, Wu-chanu, Čchang-ša, Kantonu a především v Šanghaji. Většina těchto kroužků vydávala vlastní časopis. Studentští aktivisté považovali za svou novou roli sloužit, nikoliv státu, nýbrž společnosti. Zdálo se jim, že socialismus dává naději na změnu k lepšímu.
Tyto revoluční myšlenky a hodnoty, nejenže udělaly z Pekingské univerzity místo vzniku Nového kulturního hnutí, ale také měly velký vliv na systém vzdělání napříč Čínou.

## Academia Sinica
Academia Sinica je nejvýznamnější akademická instituce Čínské republiky (Tchaj-wan), byla založena v Číně v roce 1928 na podporu a provádění vědeckého výzkumu v oblasti věd a humanitních věd. Poté, co se vláda ROC v roce 1949 přestěhovala na Tchaj-wan, Academia Sinica byla znovu založena v Tchaj-peji.

## Dílo Novoroční sen (新年梦)
Toto utopické dílo poukazuje na Cchaj Jüan-pchejův pohled na soudobý svět a na to, jak si vymýšlí svět nový a lepší. Prostřednictvím tohoto díla vyjadřuje své ideály.
Novoroční sen má zvláštní význam z několika důvodů. Za prvé, patří mezi nejstarší díla, která nadšeně rezonovala s Liangovou fantazií. Za druhé „Novoroční sen“ obsahuje významné heterogenity. Například v ostrém kontrastu s Bellamyho chvalozpěvem na dokonalou společnost se velká část Cchajova díla soustředí na bolestný, až násilný boj, který musí předcházet zářné budoucnosti. Za třetí, v pozdním období vlády Čching patří mezi unikátní fikce. Novoroční sen nabízí obsáhlý popis světové revoluce, která neuvěřitelně rezonuje s pozdějšími revolučními diskurzy a hnutími v průběhu bouřlivého dvacátého století v Číně.

## Jeho další vlivy
- Cchaj pozval na Pekingskou univerzitu a jmenoval děkana Čchen Tu-siouva, jenž se za svých studií v Paříži nadchl pro francouzskou revoluci a roku 1915 založil v Pekingu vlivný polemický časopis Nové mládí.[1]
- V roce 1914, kdy Maovi bylo osmnáct let, opatřil Mao svými poznámkami Cchaj Jüan-pchejův překlad Systému morálky německého filosofa Friedricha Paulsena.[1]